# Porto da Praia
Porto da Praia (englisch Praia Harbor) ist der Seehafen der Stadt Praia im südlichen Teil der Insel Santiago, Kap Verde. Er liegt in einer natürlichen Bucht des Atlantischen Ozeans. Seit der letzten Modernisierung im Jahr 2014 verfügt er über zwei lange Kais, drei kürzere Kais, einen Kai für Fischerboote mit Fischverarbeitungsanlagen, zwei Containerparks, zwei Roll-on/Roll-off-Rampen und ein Passagierterminal. Die Gesamtlänge der Kais beträgt 863 m und die maximale Tiefe 13,5 m.
Historisch gesehen spielte der Hafen von Praia eine wichtige Rolle bei der Kolonisierung Afrikas und Südamerikas durch die Portugiesen. Heute ist er nach Porto Grande (Mindelo) der zweitgrößte Hafen der Kapverden mit 817.845 t Fracht und 85.518 abgefertigten Passagieren (2017).
Die Baia do Praia liegt zwischen den Landzungen Ponta Temerosa und Ponta das Bicudas. Das Inselchen Ilhéu de Santa Maria liegt westlich des eigentlichen Hafens in der Bucht. Der Fluss Ribeira da Trindade mündet in die Bucht zwischen dem Stadtzentrum (Plateau) und den Hafenanlagen. Unmittelbar nördlich schließt sich das Stadtviertel Achada Grande Frente an.

## Geschichte

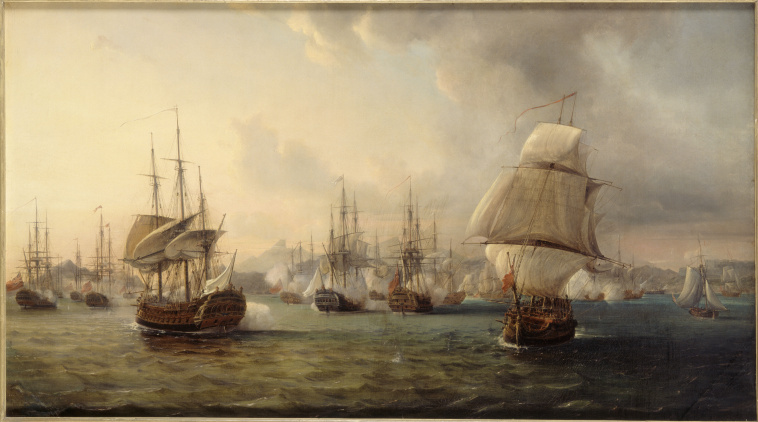
Combat de la baie de la Praia dans l'île de Santiago au Cap Vert, le 16 avril 1781, Pierre-Julien Gilbert (1783–1860) – Schlacht in der Bucht von Praia auf der Insel Santiago in Kap Verde, 16. April 1781.

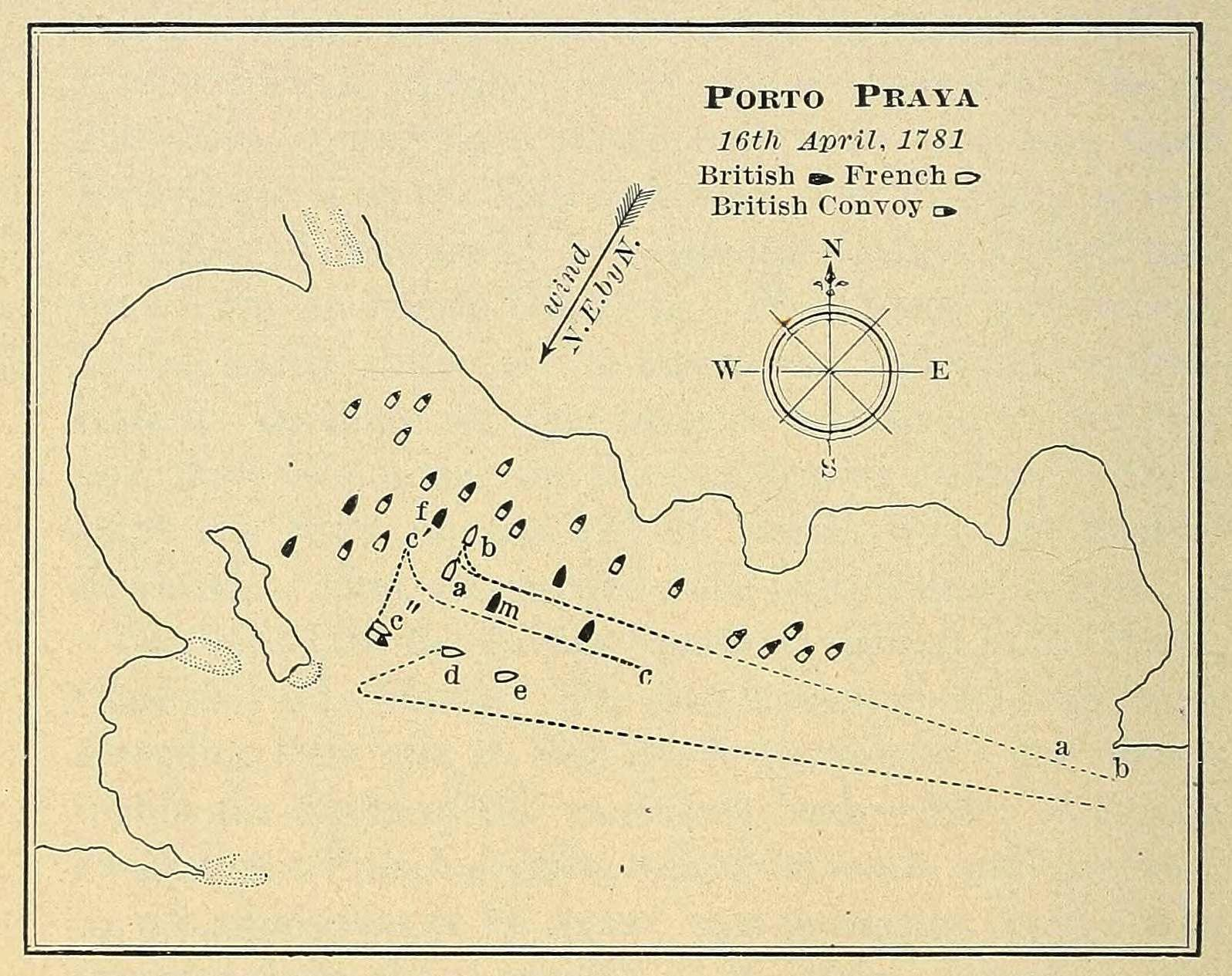
Schlachtplan der Schlacht von Porto Praya am 16. April 1781

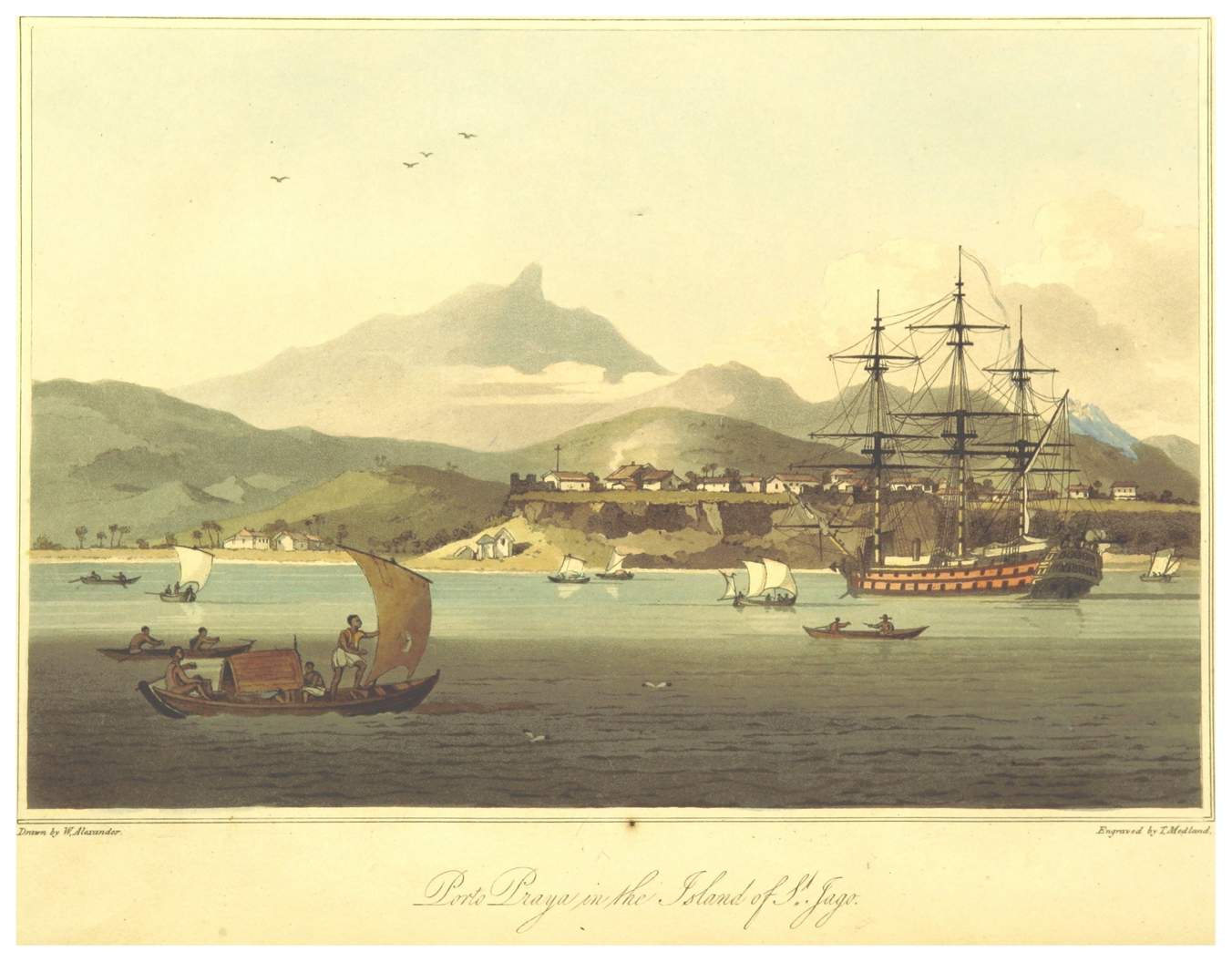
Praia und der Hafen 1806.

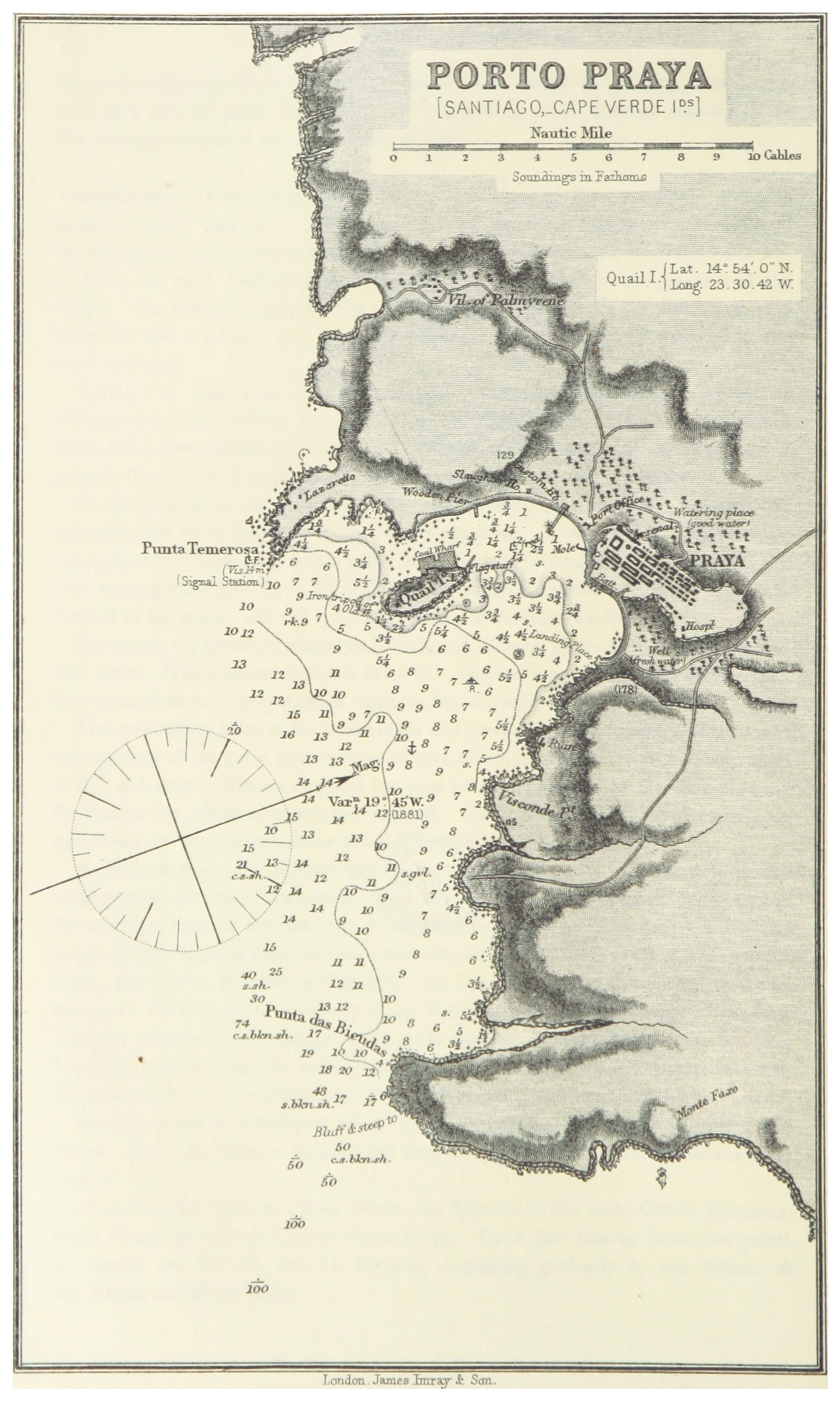
Karte von Praia mit dem Hafen von 1884.

Die erste Erwähnung des Hafens Praia stammt von 1497, als der Entdecker Vasco da Gama auf seinem Weg nach Indien hier ankerte. Bereits 1515 gab es eine Siedlung in der Bucht. Im 16. Jahrhundert entwickelte sich der Hafen zu einer wichtigen Anlaufstelle für Schiffe auf dem Weg nach São Tomé und Brasilien, in Konkurrenz mit dem nahegelegenen älteren Hafen Ribeira Grande (heute: Cidade Velha). Zwischen dem Ende des 16. Jahrhunderts und dem Ende des 18. Jahrhunderts erlitten sowohl Ribeira Grande als auch Praia viele Piraten-Überfälle, unter anderem von Francis Drake (1585) und Jacques Cassard (1712). Der Hafen wurde auch als “P. Praya” in der Karte von Jacques-Nicolas Bellin von 1747 verzeichnet und überflügelte Cidade Velha mit der Zeit als wichtigster Hafen von Kap Verde und wurde schließlich 1770 Hauptstadt der Kolonie.
Die Schlacht von Porto Praya, Teil des Englisch-Französischen Krieges von 1778–83, ereignete sich am 16. April 1781 im Hafen. Der Hafen von Praia war auch der erste Anlaufpunkt von Charles Darwins Reise mit der Beagle 1832. Der alte Kai von São Januário befand sich bei Praia Negra, direkt unterhalb von Plateau. Ein neuer hölzerner Pier wurde 1880 in der Nähe des Zollgebäudes erbaut. Dort befindet sich heute das Arquivo Histórico Nacional de Cabo Verde. Der Pier wurde in den 1920ern durch ein Beton-Pier ersetzt. 1881 wurde der Farol de D. Maria Pia erbaut.
Anfang der 1960er wurden neue Hafengebäude am Ostufer der Bucht errichtet, etwa 1 km südöstlich des Stadtzentrums. In den folgenden Jahren wurden sie sukzessive erweitert und modernisiert, zuletzt 2014.

## Fährdienste
Es gibt Fährverbindungen von Praia zu den Inseln Brava, Fogo, São Nicolau, São Vicente, Maio, Boa Vista und Sal.